# Саарбрюкенский мост
Саарбрюкенский мост (груз. ზაარბრიუკენის ხიდი) — мост через реку Кура в Тбилиси, Грузия.
Образуя вместе с Сухим мостом единый транспортный комплекс, связывает районы Мтацминда и Чугурети. Первый каменный мост через Куру в городе. На момент окончания строительства это был самый крупный каменный мост на территории Российской империи.

## Расположение
Мост соединяет улицу Хиди и Саарбрюкенскую площадь.
Выше по течению находится Мост Галактиона Табидзе, ниже — Мост Бараташвили.

## Название
Первоначально, с 1854 года, мост назывался Большим Михайловским, затем — Воронцовским или Воронцово-Михайловским, по имени кавказского наместника М. С. Воронцова.
В советское время был переименован в честь крупнейшего деятеля международного рабочего движения в мост Карла Маркса. 
Современное название мост (также, как прилегающая к нему площадь на левом берегу Куры — Саарбрюкенская) получил в 1994 году в честь немецкого города-побратима Тбилиси.

## История

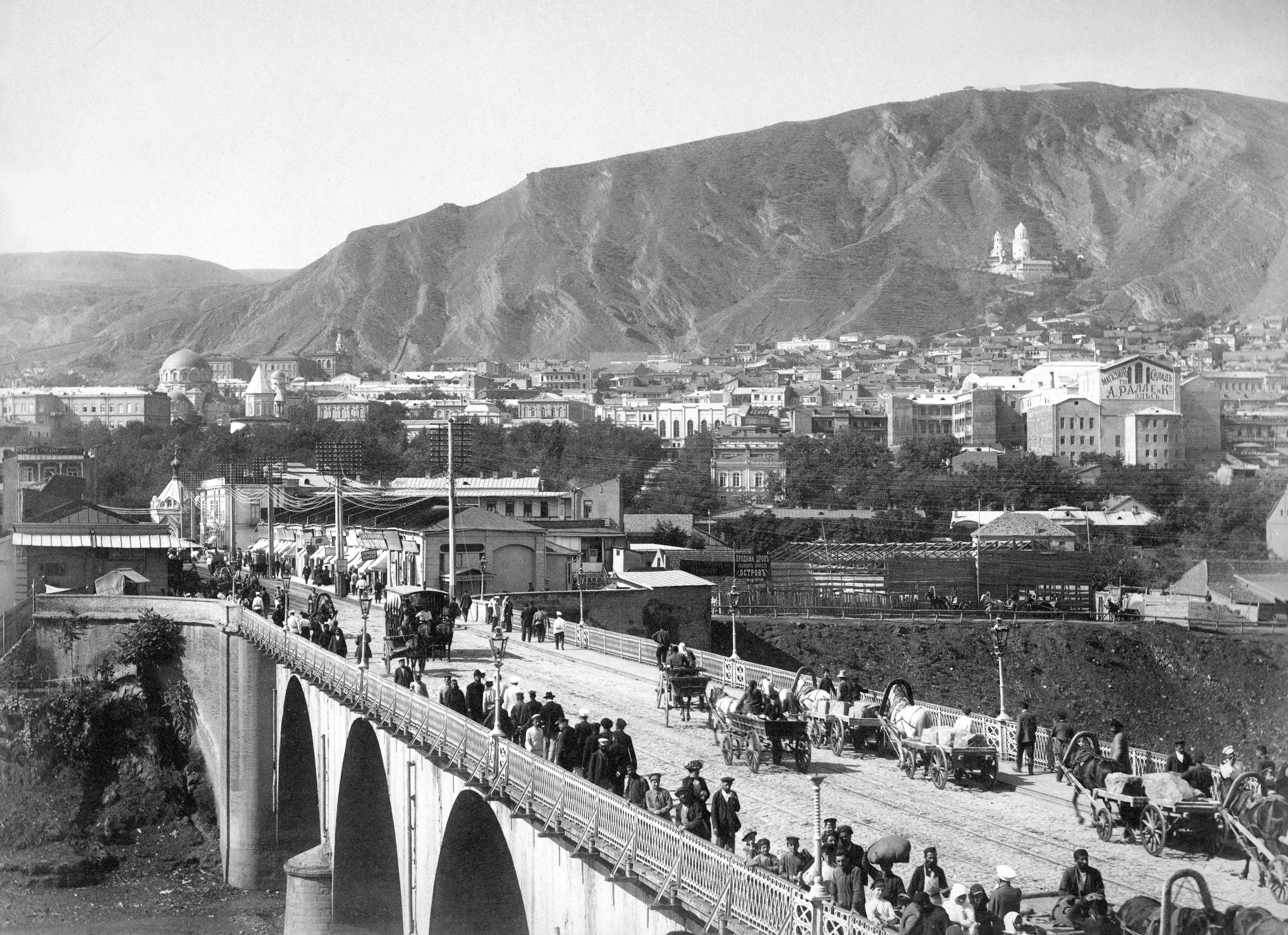
Михайловский мост в начале XX в.

К 1830-м годам возникла необходимость постройки постоянного моста через Куру для связи центра города и рынка с районом Кукия и Немецкой колонией. Существовавший временный деревянный мост наводился только зимой и его часто срывало течением Куры. Начиная с 1830-х годов было составлено несколько проектов, в том числе цепного, деревянных и каменных арочных мостов. Однако все они по различным причинам не были осуществлены.
В 1847 году был одобрен проект, подготовленный итальянским архитектором Дж. Скудьери, который предусматривал строительство каменного моста с тремя арочными пролётами по 32 м через основное русло Куры и однопролётного также каменного арочного моста через узкий рукав реки между Мадатовским островом и правым берегом. Между мостами устраивалась земляная дамба и каменная подпорная стена. По этому проекту в 1848—1851 годах был построен мост через рукав Куры. В 1850 году из-за несостоятельности подрядчиков и превышения первоначальной сметной стоимости строительные работы  были остановлены. К этому времени были возведены только основания береговых устоев. В 1851 году проект моста был переработан инженером И. Бликсом, который увеличил количество пролётов основного моста с 3 до 5 и уменьшил ширину моста с 36 до 30 футов.
Мост был заложен 16 февраля 1851 года в присутствии М. С. Воронцова.
Производителем работ был инженер-гидротехник В. Багратион-Мухранский. В строительстве участвовали князь Мирский и инженер-капитан Гагенмейстер.
Сооружение промежуточных опор велось осенью. Для этого были построены водоотводные плотины из деревянных срубов, перенаправлявшие воды Куры в правый рукав.
Открытие моста состоялось 8 ноября 1853 года, хотя строительные работы продолжались до 20 мая 1857 года (устройство двойной булыжной мостовой, водоотвода и т.п.).
Построенный мост стал самым крупным каменным мостом на территории Российской империи.
25 февраля 1883 года по мосту прошёл первый в городе маршрут конки.
В 1884 году мост был реконструирован с расширением проезжей части, тротуары вынесены на металлические консоли. В начале XX века это был один из шести постоянных городских мостов через Куру.
В 1962 году мост был реконструирован по проекту архитекторов Ш. Кавлашвили, Г. Мелкадзе и инженера Г. Карцивадзе. Ширину моста увеличили с 11 до 26 м. При этом были максимально использованы старые части моста. Опоры расширили в обе стороны от продольной оси моста и на них опёрли новые железобетонные своды, возведённые рядом со старыми кирпичными сводами. Были заменены перила и другие элементы.

## Конструкция
Мост пятипролётный арочный. Пролёты величиной 18,6 м перекрыты полуциркульными арками толщиной в ключе 2,4 м. Своды сложены из плоского грузинского кирпича, с верховой и низовой стороны к ним примыкают железобетонные своды. Толщина опор составляет 3,2 м. Основание опор сложено из штучного тесаного камня, укреплённого железными скобами и связями, надводная часть — из бутовой кладки. Для уменьшения нагрузки на промежуточные опоры между арками устроены небольшие обратные своды, заполненные дресвой. Фасады моста облицованы светло-жёлтым экларским известняком, а нижние части промежуточных опор — серым базальтом. Общая длина моста составляет 124 м, ширина — 26 м (в том числе два тротуара по 3 м).
Мост предназначен для движения автотранспорта и пешеходов. Проезжая часть имеет 4 полосы для движения автотранспорта. Покрытие проезжей части и тротуаров — асфальтобетон. Тротуары отделены от проезжей части железобетонным поребриком. Перильное ограждение металлическое простого рисунка, заканчивается на устоях каменным парапетом.